# Frank Mula
Frank Mula (Nuevo Brunswick, Nueva Jersey, 20 de enero de 1950 - Glendale, California, 17 de diciembre de 2021) fue un guionista de televisión. Ha escrito para las series Cosby, Madame's Place, Grand, Los Simpson y ha creado la miniserie Local Heroes, que duró 7 episodios.

## Carrera
Nació en New Brunswick, Nueva Jersey y se crio en South River. Se graduó de la South River High School y obtuvo una maestría en la Universidad de Rutgers. A fines de la década de 1970, se mudó a California para seguir una carrera en la escritura de comedia, después de tener éxito enviando chistes por fax a Joan Rivers. Por su trabajo en Los Simpson, Mula ganó dos premios Primetime Emmy al mejor programa animado.

## Episodios deLos Simpson
Ha escrito los siguientes episodios:
- I Love Lisa
- The Last Temptation of Homer
- Faith Off